# 扬·坎
扬·坎（Jan Kan，1873年5月18日—1947年5月8日）是一位荷兰作家。1932年第十届夏季奥林匹克运动会上，他曾参加艺术竞赛中的文学项目。扬·坎也非常热爱运动，他曾是荷兰第一支非官方足球队的成员。